# Prinsjesdag

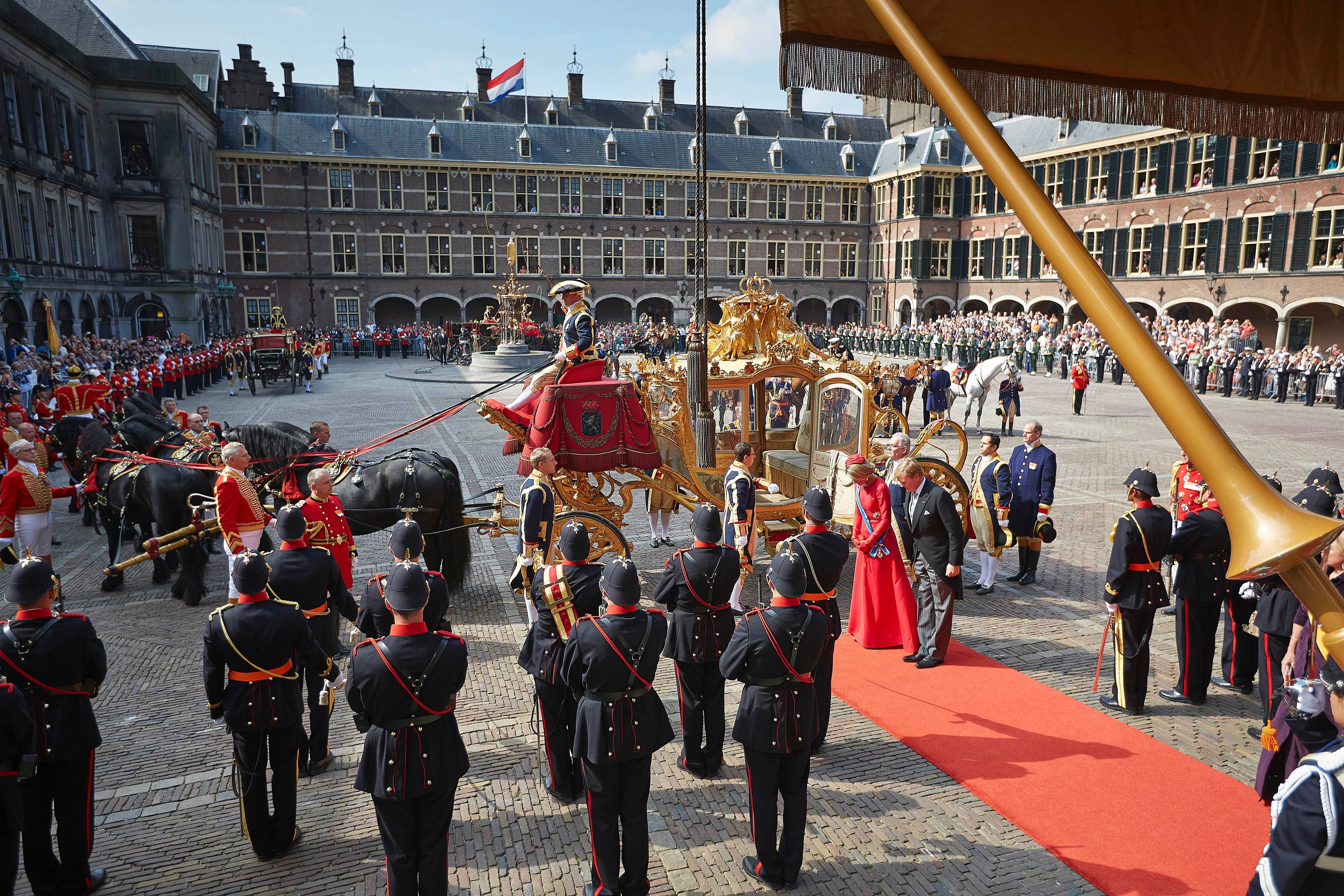
Le roi et la reine s'inclinent devant les drapeaux après être arrivés au Binnenhof lors du Prinsjesdag de 2014.

Le Prinsjesdag (en français : « Jour des petits princes ») est un important jour dans la vie politique néerlandaise qui se célèbre annuellement le troisième mardi du mois de septembre. Les États généraux sont réunis devant le trône dans la salle des chevaliers du Binnenhof, d'où le souverain prononce le discours du trône, écrit par le Premier ministre et son cabinet.
Dans le discours, le gouvernement annonce la politique pour l'année à venir. La Constitution néerlandaise indique aussi qu'il s'agit également du jour lors duquel est présenté le projet de budget annuel par le ministre des Finances.

## Histoire

### Présentation du budget
Le Prinsjesdag est une journée très protocolaire. Dès le matin, les rues de La Haye se préparent à recevoir le défilé royal. Le monarque part du palais Noordeinde dans son carrosse doré et parcourt les rues de la ville jusqu'à la salle des chevaliers du Binnenhof, où est prononcé le discours du trône. Le ministre des Finances marche à sa suite avec une valise en bois, sur laquelle est écrit Derde dinsdag in september, « Troisième mardi de septembre ». Cette valise renferme le projet de budget que le ministre compte présenter à la Seconde Chambre des États généraux. Ce projet de budget est normalement tenu secret jusqu'au moment du discours, mais des fuites ont souvent lieu.

### Présidence et invités
La présidence des États généraux revient au président de la Première Chambre, une autre figure importante de la journée. Les dames qui assistent au discours du trône portent toutes un chapeau et rivalisent d'originalité pour retenir l'attention des médias, ce qui donne lieu à la Hoedjesparade (« parade des petits chapeaux »). Cette tradition prend place avant l'arrivée du monarque. Les hommes portent de coutume un costume trois pièces. Aux côtés des ministres, les anciens Premiers ministres et membres de la famille royale sont en outre par coutume toujours invités au Prinsjesdag.

## Galerie

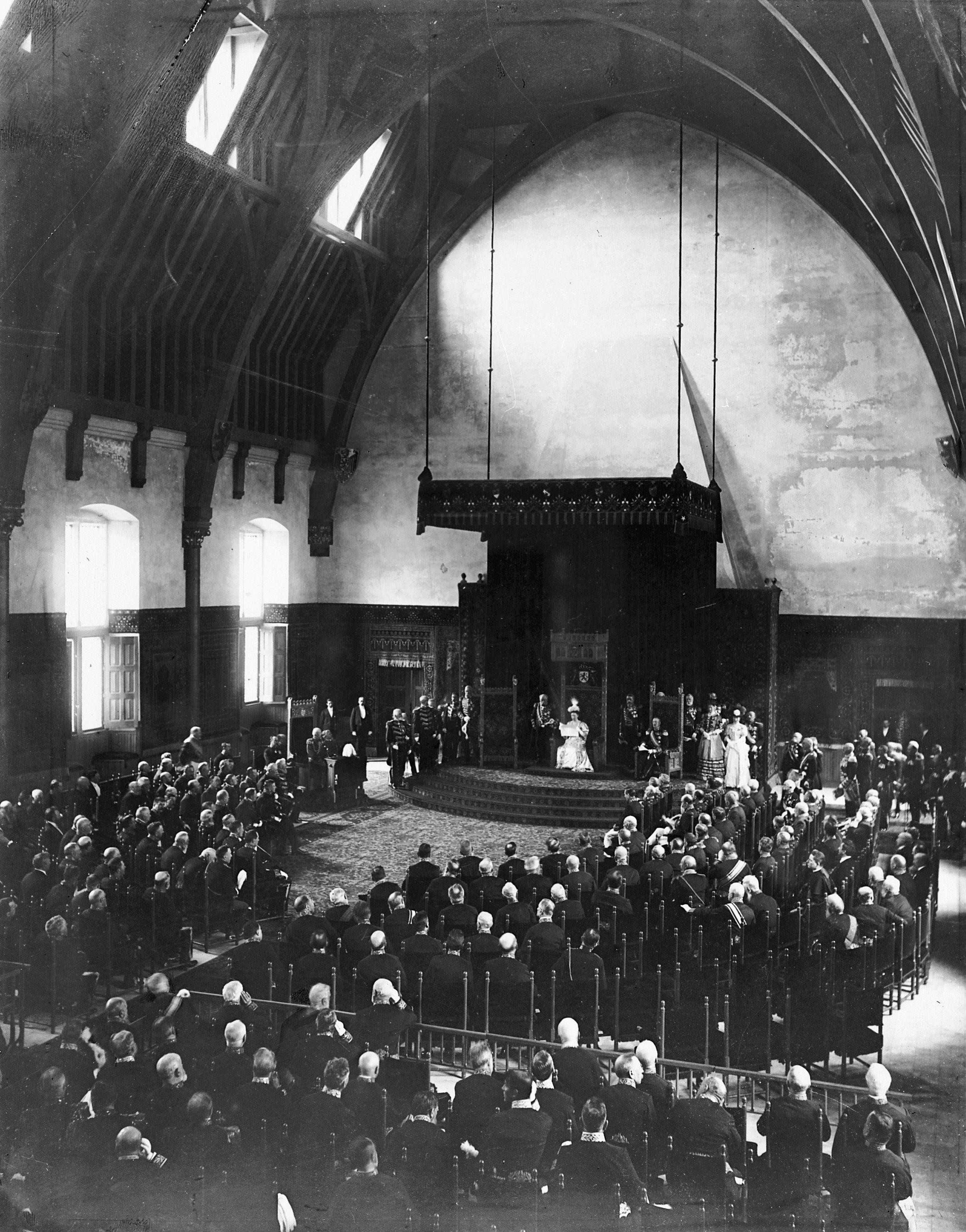
Salle des chevaliers lors du Prinsjesdag de 1905.
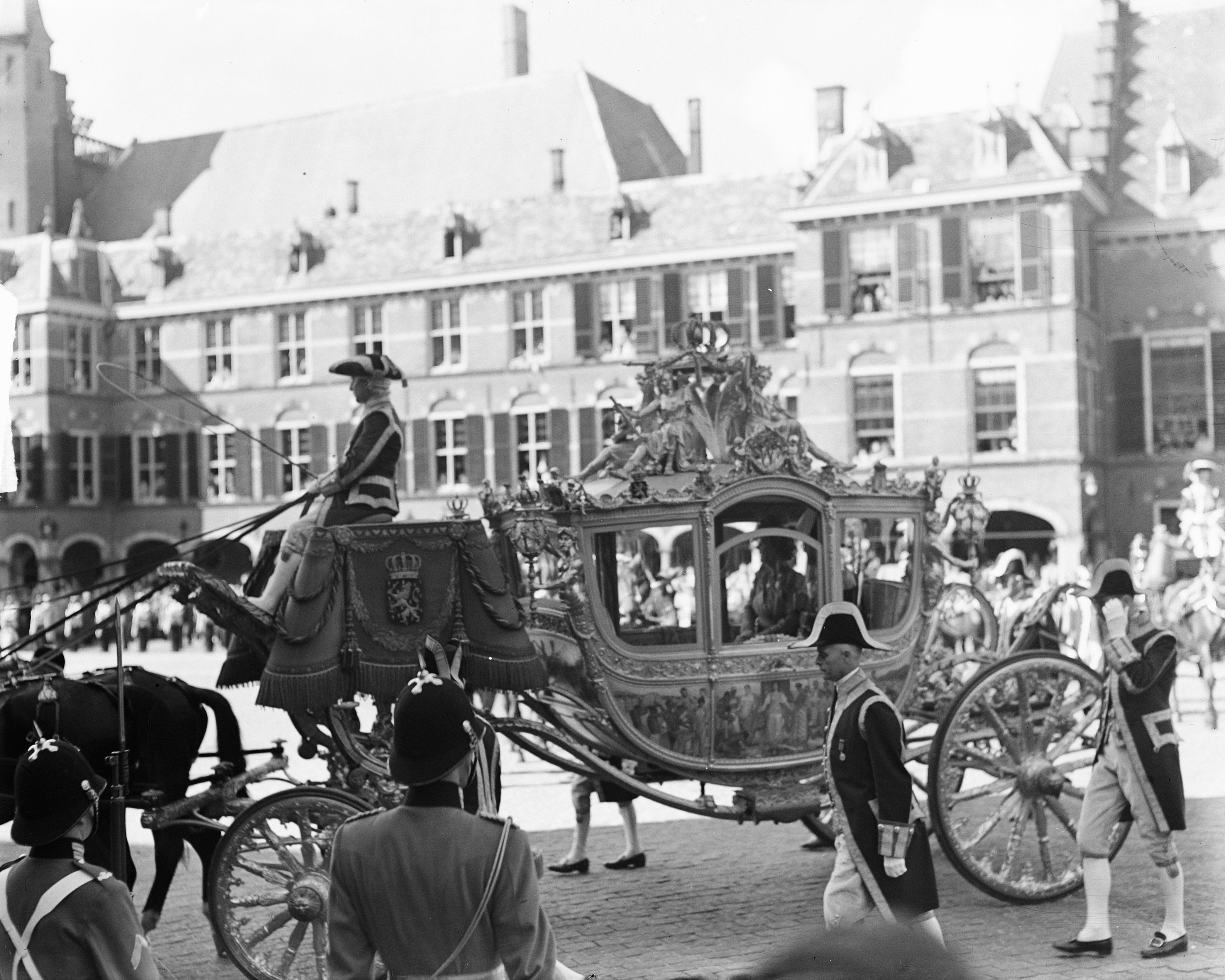
Arrivée du carrosse au Binnenhof en 1948.
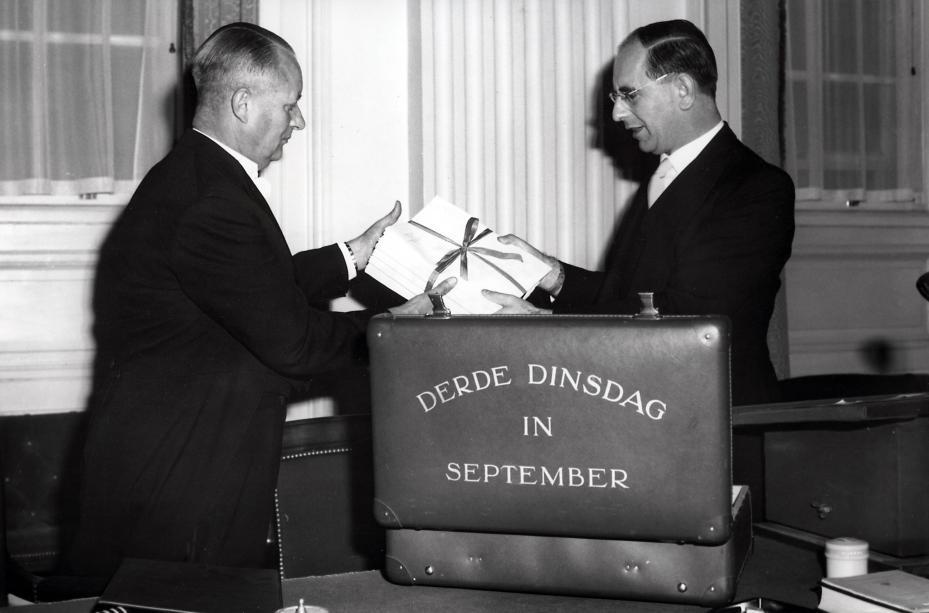
Jan de Pous, ministre des Finances, avec la valise et le budget après l'ouverture de la session des États généraux, en 1962.
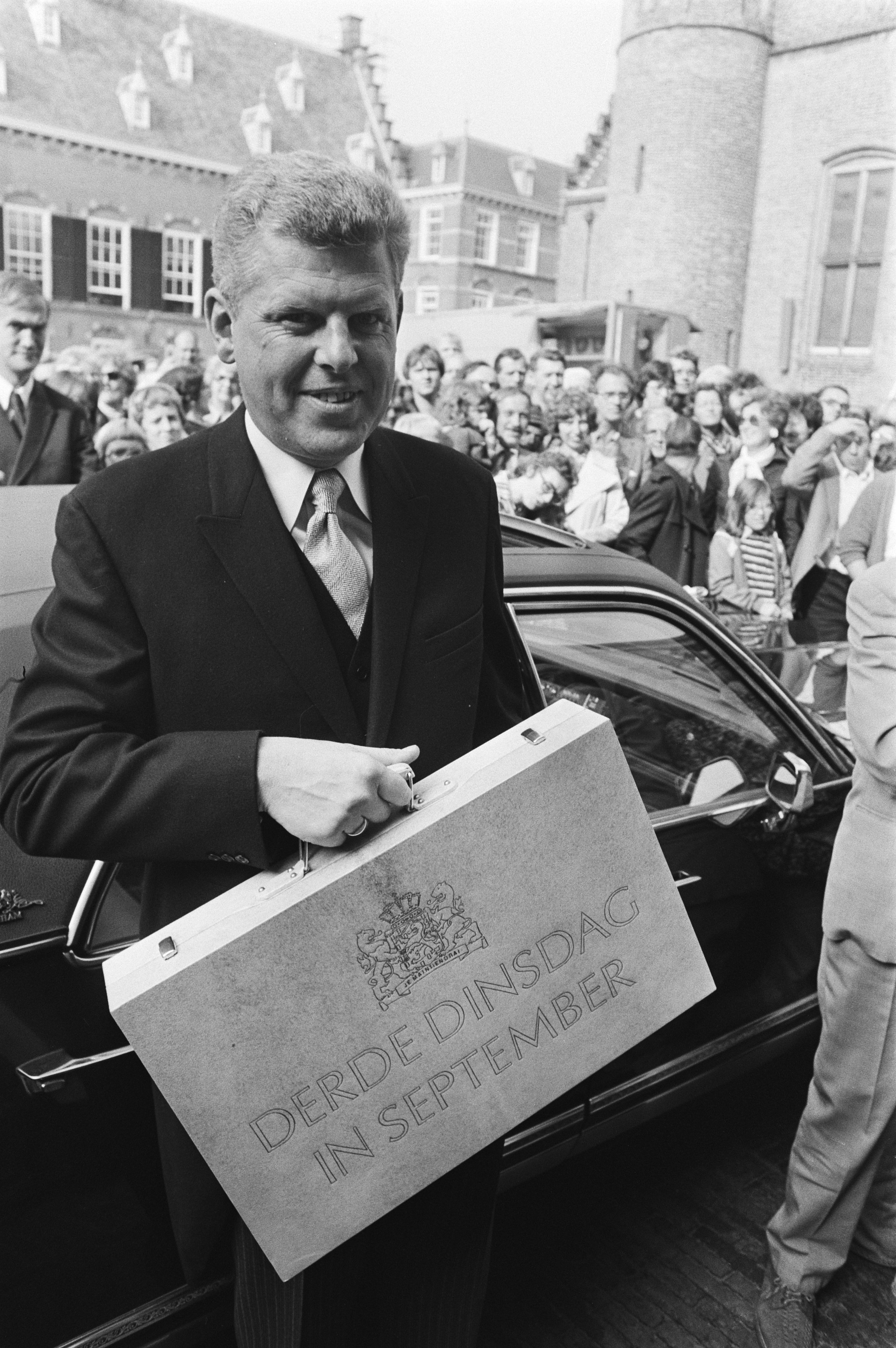
Wim Duisenberg au Prinsjesdag de 1976.
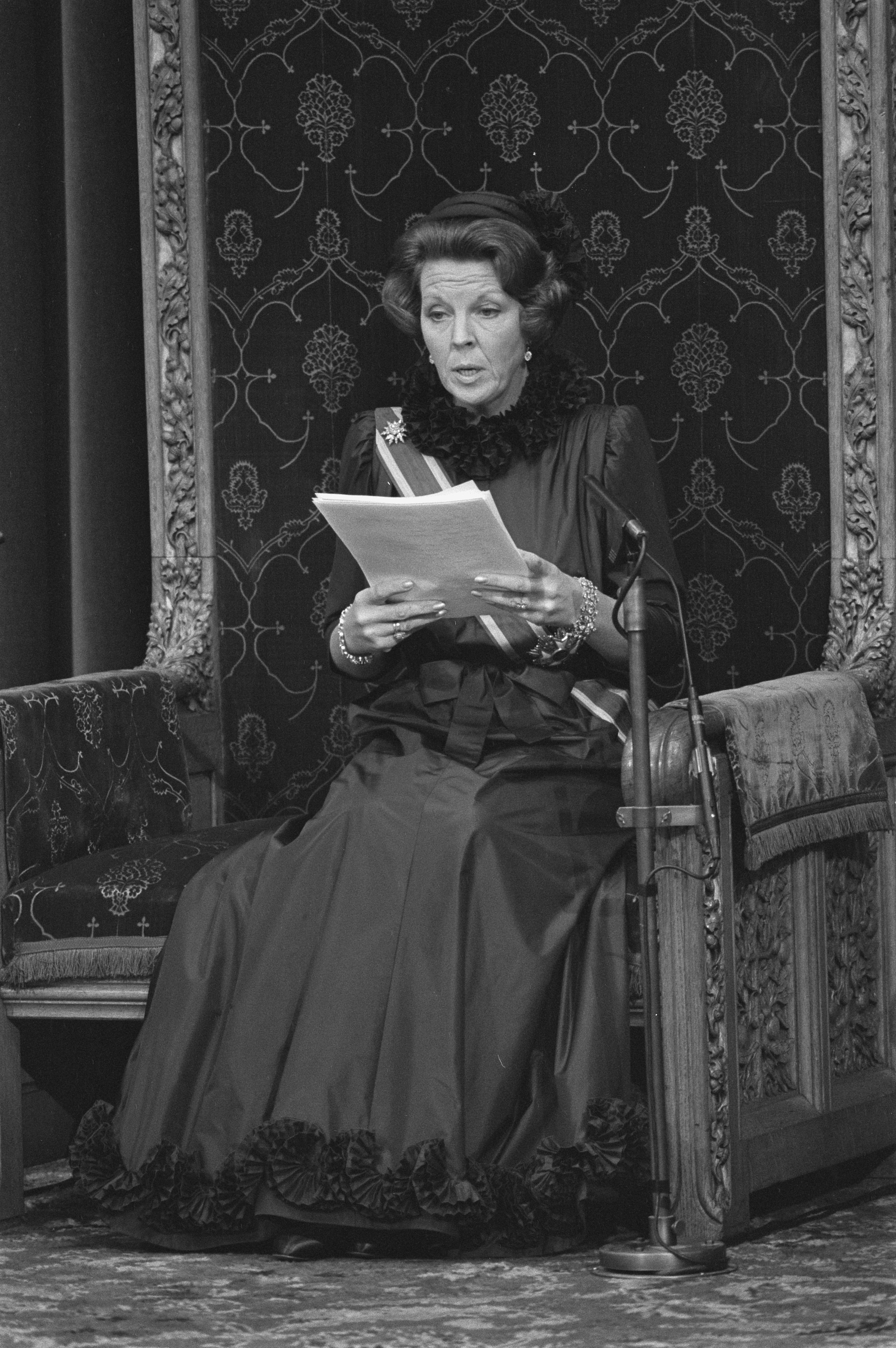
Discours du trône de la reine Beatrix, en 1984.
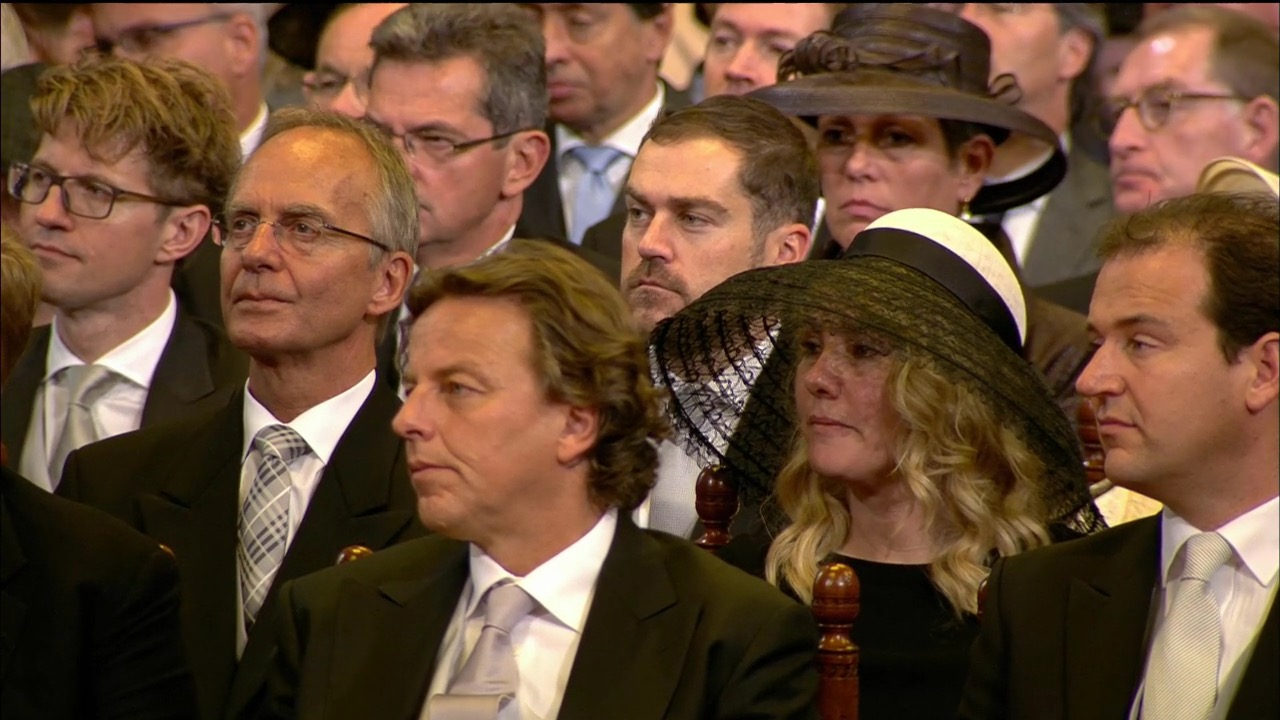
Les membres du gouvernement dans le public du discours du trône, en 2016.